# Ông già Noel

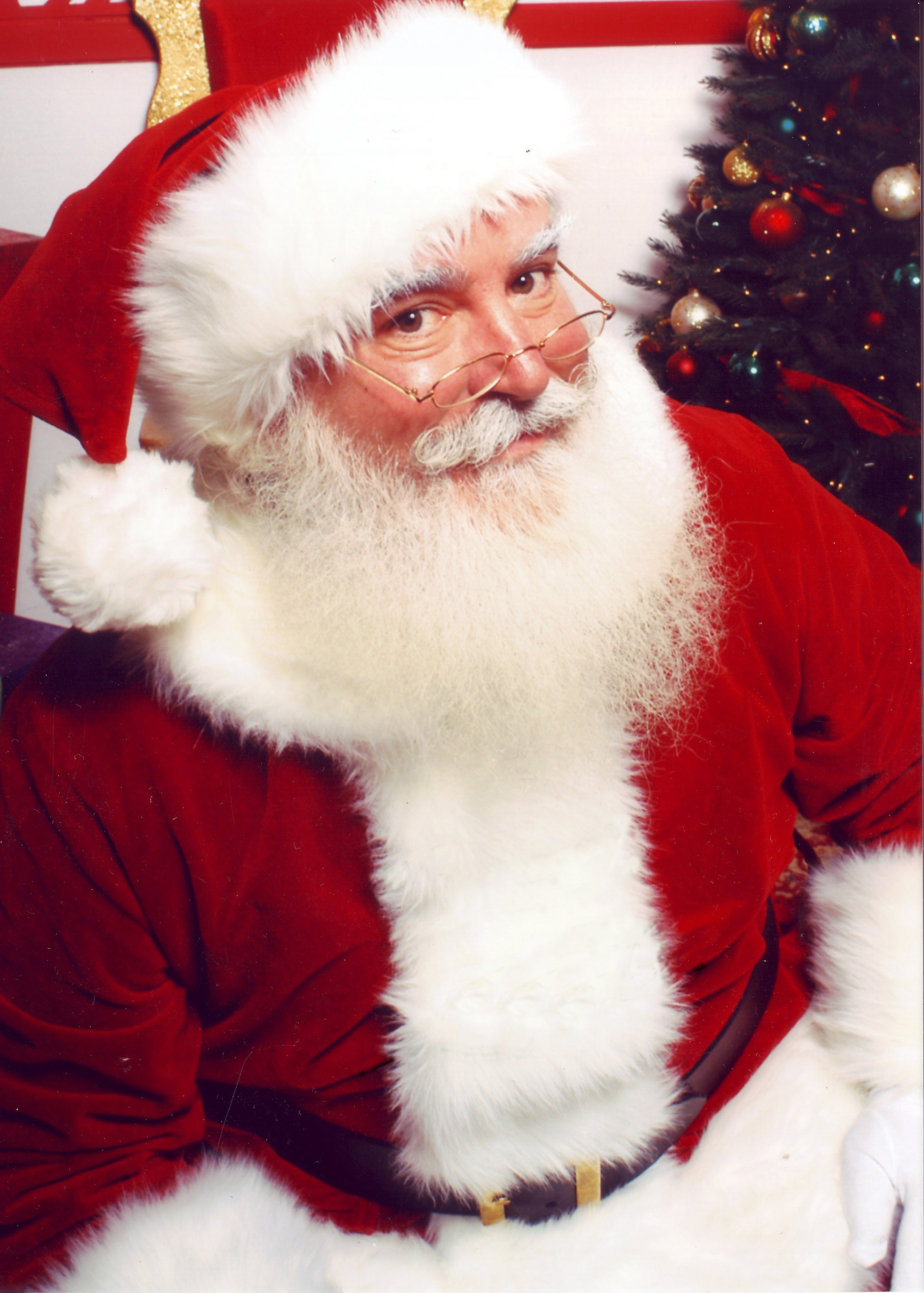
Một người hóa trang làm ông già Noel

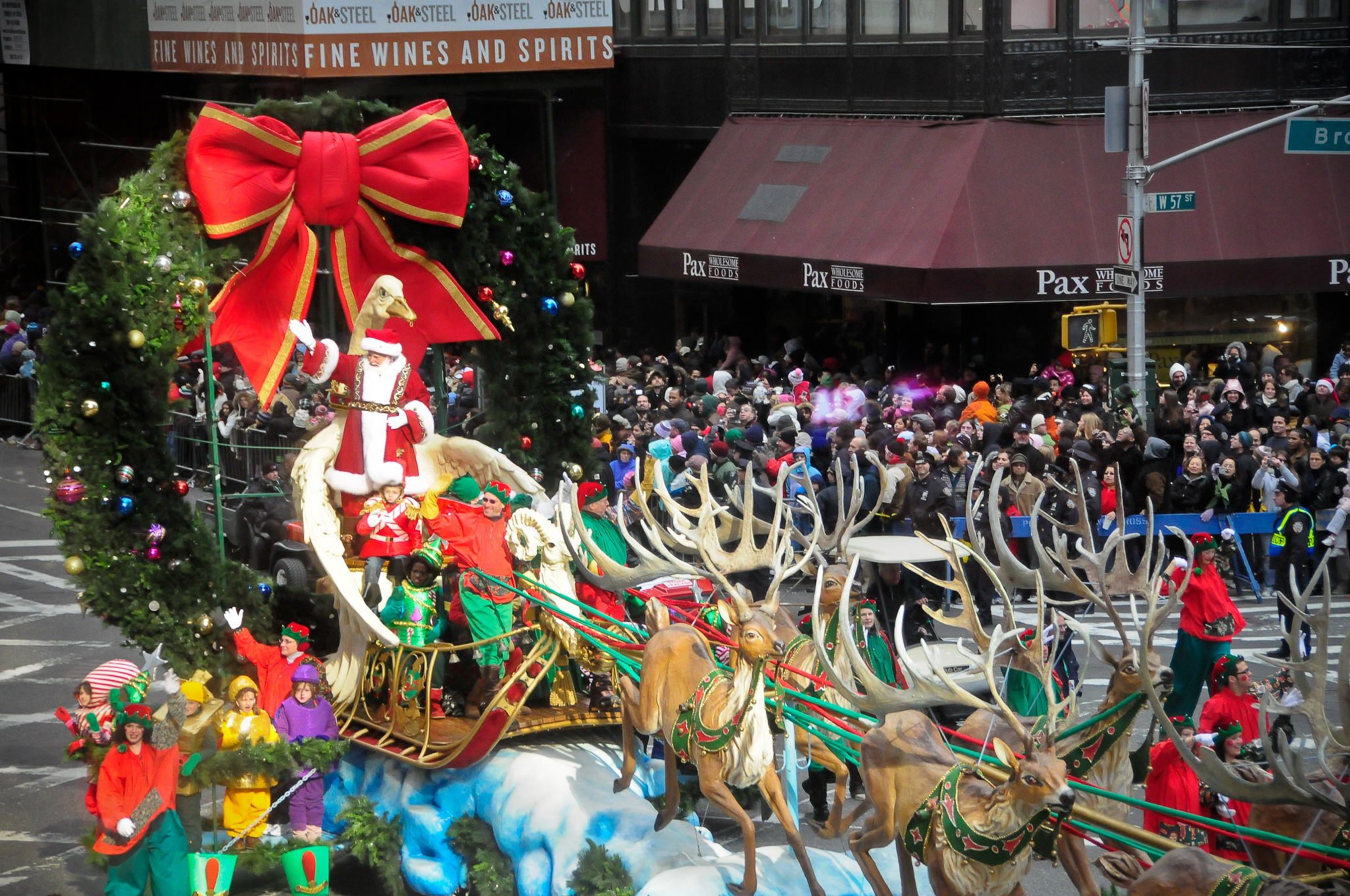
Xe hoa với ông già Noel và xe tuần lộc trong cuộc diễn hành hàng năm của chuỗi cửa hàng Macy's tại New York, 2008

Ông già Noel (được gọi là Santa Claus trong tiếng Anh) là một nhân vật huyền thoại có nguồn gốc từ văn hóa Cơ đốc giáo phương Tây. Ông được cho là ghi lại các hành vi của các đứa trẻ và mang những món quà đồ chơi và kẹo vào đêm Giáng sinh cho những đứa trẻ ngoan và than đá cho những đứa trẻ hư. Ông già Noel có sự trợ giúp của các yêu tinh Giáng sinh, những người làm đồ chơi trong xưởng của ông ở Bắc Cực, và những con tuần lộc bay kéo xe trượt tuyết của ông trên không.
Nhân vật ông già Noel hiện nay dựa trên các chuyện dân gian về Thánh Nicholas trong lịch sử (một giám mục Hy Lạp sống trong thế kỷ thứ tư tại thành Myra),  nhân vật Cha Giáng sinh của nước Anh, và nhân vật Sinterklaas của Hà Lan.
Ông già Noel thường được miêu tả là một người đàn ông khôi ngô, vui vẻ, râu trắng, thường đeo kính, mặc áo khoác màu đỏ với cổ lông và ống tay màu trắng, quần đỏ có cổ lông trắng, mũ đỏ có lông trắng, thắt lưng da và ủng màu đen, xách một túi đầy quà cho trẻ em. Ông thường được miêu tả là hay cười theo cách giống như "hô hô hô". Hình ảnh này trở nên phổ biến ở Hoa Kỳ và Canada vào thế kỷ 19 do ảnh hưởng đáng kể của bài thơ năm 1823 "A Visit from St. Nicholas". Nhà biếm họa và họa sĩ biếm họa chính trị Thomas Nast cũng đóng một vai trò quan trọng trong việc tạo ra hình ảnh của ông già Noel. Hình ảnh này đã được duy trì và củng cố thông qua bài hát, đài phát thanh, truyền hình, sách thiếu nhi, phim và quảng cáo.